# Douglas XB-22
Douglas XB-22 là một mẫu máy bay được sửa đổi từ loại B-18A Bolo, nó có động cơ mạnh hơn.

## Tính năng kỹ chiến thuật (XB-22)
Đặc điểm tổng quát
- Kíp lái: 6
- Chiều dài: 57 ft 10 in (17,6 m)
- Sải cánh: 89 ft 6 in (27,3 m)
- Chiều cao: 15 ft 2 in (4,6 m)
- Diện tích cánh: 959 ft² (89,1 m²)
- Trọng lượng rỗng: 16.321 lb (7.400 kg)
- Trọng lượng có tải: 22.123 lb (10.030 kg)
- Trọng lượng cất cánh tối đa: 27.500 lb (12.600 kg)
- Động cơ: 2 × Wright R-2600-1 kiểu động cơ piston bố trí tròn, 1.600 hp (1.200 kW)  mỗi chiếc

 Hiệu suất bay 
- Vận tốc cực đại: mph (km/h)
- Tầm bay: mi (km)
- Trần bay: ft (m)
- Vận tốc lên cao: ft/phút (m/s)
- Tải trên cánh: 23,1 lb/ft² (113 kg/m²)
- Công suất/trọng lượng: 0,14 hp/lb (240 W/kg)

Trang bị vũ khí

- Súng: 3× súng máy.30 in (7,62 mm)
- Bom: 4.500 lb (2.200 kg)